# Heikki Brotherus
Karl Henrik (Heikki) Brotherus, född 1 april 1909 i Helsingfors, död där 30 oktober 1985, var en finländsk diplomat, journalist och författare. Han var son till Karl Robert Brotherus och far till Tapani Brotherus.
Brotherus blev filosofie magister 1932, tjänstgjorde inom utrikesförvaltningen 1935–1960, var därefter journalist vid tidningen Apu 1961–1963, redaktionschef och kolumnist vid Suomen Kuvalehti 1963–1972 och litteraturkritiker vid Helsingin Sanomat 1972–1985. Han arbetade även som översättare och skrev bland annat memoartrilogin Seurapiiri (1982), Ritarikadun asiamiehenä (1984) och Ritarikadun salaisuudet (1985) i vilka han skildrar sin uppväxt i Helsingfors samt sina år som diplomat under dramatiska skeden i Finlands närhistoria.